# Ministerio de Relaciones Exteriores de Uruguay
El Ministerio de Relaciones Exteriores, también conocido como Cancillería, es la secretaría de Estado que integra el Poder Ejecutivo de Uruguay y se encarga de planificar, dirigir y ejecutar la política exterior del país, así como de conducir las relaciones bilaterales con otros Estados, participar en organismos internacionales y representar a Uruguay en el ámbito exterior.
La sede protocolar del Ministerio está albergada en el Palacio Santos, un edificio neoclásico ubicado sobre la Avenida 18 de Julio, en el Centro de Montevideo, mientras que las oficinas administrativas se encuentran en un edificio situado en la calle Colonia al 1206.

## Historia
Luego de la Convención Preliminar de Paz que diera nacimiento al estado uruguayo, la Asamblea General Constituyente y Legislativa del Estado designó al General José Rondeau como Gobernador Provisorio. El 22 de diciembre de 1828 dicho gobernador asume el cargo, formando ese mismo día su gabinete de gobierno, y nombra a Juan Francisco Giró para ocupar el recién creado cargo de "Ministro de Gobierno y Relaciones Exteriores".
Esta secretaría de estado planifica, dirige, ejecuta y coordina la política exterior de la República en toda materia; así como las relaciones con los Estados Extranjeros y los Organismos Internacionales en lo atinente a cuestiones internacionales en materias atribuidas a otros Ministerios. Dirige a sus Embajadas, Consulados, Misiones y Servicios Diplomáticos en el exterior. Establece y ejecuta el protocolo y ceremonial del Estado, también presta ayuda a los habitantes de la República que necesitan contactarse con familiares o amigos en el exterior, o viceversa por medio de embajadas y/o consulados, y coordina acciones de vinculación de los ciudadanos con el país a través de Consejos Consultivos.
Son las autoridades del Ministerio quienes eligen a los Embajadores Uruguayos.

## Sede

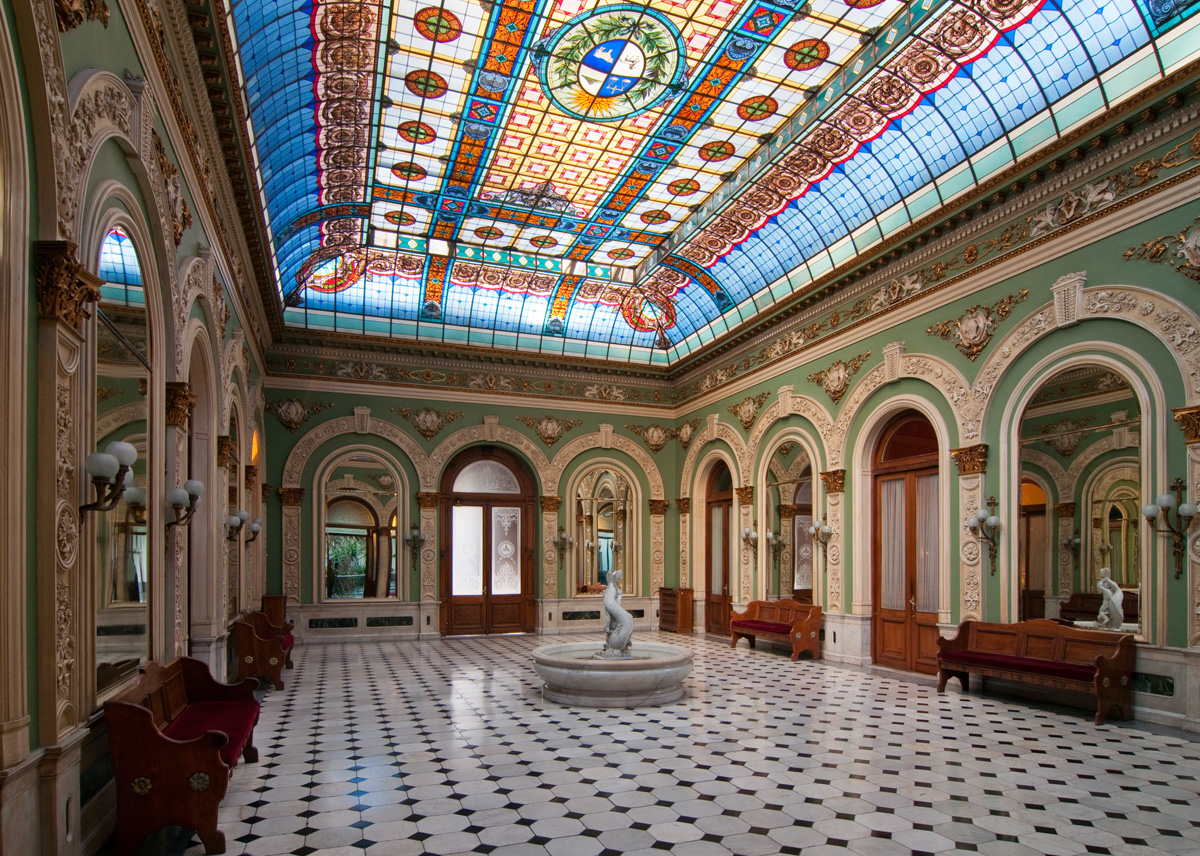
Interiores del Palacio Santos.

Desde sus primeras épocas, el Ministerio de Relaciones Exteriores supo funcionar en distintos edificios, tales como El Fuerte de Montevideo, El Cabildo y el Palacio Estévez. En el año 1955 se destinó al Palacio Santos, un histórico palacio renacentista, obra del Ingerniero Juan Capurro y que fuera residencia  del presidente de la República Máximo Santos como sede de la cartera.
En la actualidad es utilizado solo para eventos protocolares, dado que el acceso principal a la Secretaría de Estado, es por la calle Colonia, donde se encuentra un edificio anexo. 

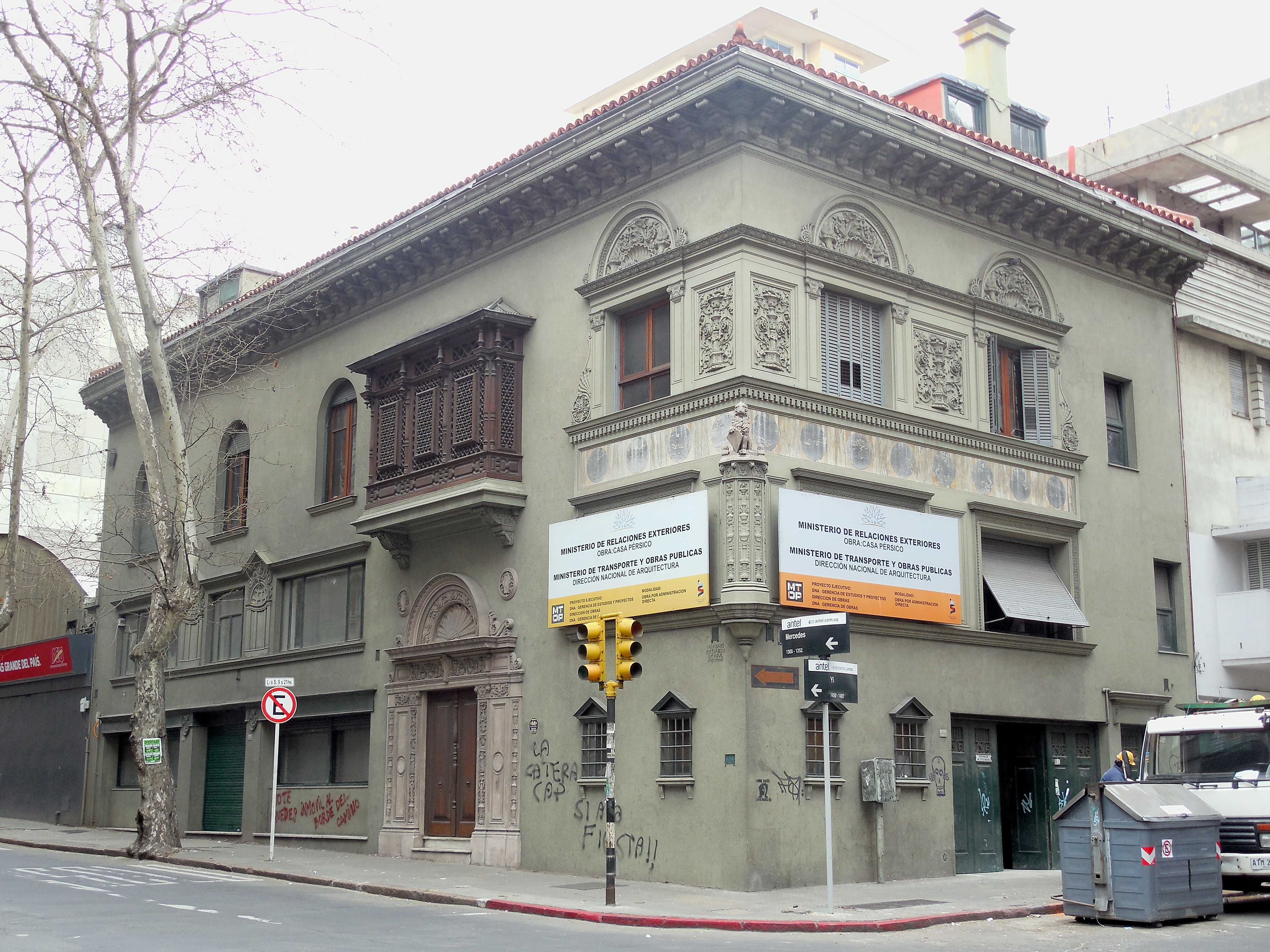
El Palacio Pérsico es la sede del Instituto Artigas del Servicio Exterior.

## Estructura
El actual ministro de Relaciones Exteriores es, desde el 1 de marzo de 2025, Mario Lubetkin.
En el periodo 2025-2030, el Ministerio de Relaciones Exteriores se compone de las siguientes unidades ejecutoras. 
- Dirección General para Asuntos de Integración y Mercosur.

- Dirección General de Cooperación Internacional.

- Dirección General del Área para Asuntos de Frontera, Limítrofes y Marítimos.

- Protocolo y Ceremonial del Estado.
- Instituto Artigas del Servicio Exterior.